# Sarah Gysler
 (juillet 2025).
Motif : Sources d'envergure nationale insuffisamment étalées dans le temps (un an d'écart uniquement) pour démontrer la pérennité de la notoriété. Un seul ouvrage. Petit prix. Limite : l'article WP participe plus à la visibilisation de l'intéressée qu'à enregistrer sa réelle notoriété. Il faudrait au moins une source centrée d'envergure nationale parue dans les années 2020.
- Archive Wikiwix
- Bing
- Cairn
- DuckDuckGo
- E. Universalis
- Gallica
- Google
- G. Books
- G. News
- G. Scholar
- Persée
- Qwant
- (zh) Baidu
- (ru) Yandex
- (wd) trouver des œuvres sur Wikidata

| 1. | Préciser le motif de la pose du bandeau. | Précisez le motif de la pose du bandeau en utilisant la syntaxe suivante : {{admissibilité à vérifier\|date=août 2025\|motif=remplacez ce texte par le motif}}                    |
| 2. | Informer les utilisateurs concernés.     | Pensez à avertir le créateur de l'article, par exemple, en insérant le code ci-dessous sur sa page de discussion : {{subst:avertissement admissibilité à vérifier\|Sarah Gysler}} |

Sarah Gysler, née le 23 août 1994 à Lausanne, est une écrivaine et voyageuse suisse.
Elle se fait connaître à partir de 2017 grâce à son blog L’Aventurière fauchée, où elle raconte ses voyages à moindres frais autour du monde. Elle publie en 2018 un récit autobiographique intitulé Petite. En 2025 paraît Emmenez-moi aux Éditions des Équateurs.

## Biographie
Sarah Gysler naît le 23 août 1994 à Lausanne, dans le canton de Vaud, d'un père suisse et d'une mère algérienne. Ses parents, facteurs, divorcent quand elle a 3 ans.
Dans ses écrits ou interviews, elle évoque régulièrement une enfance et une adolescence marquées par un certain sentiment de décalage et  un désintérêt pour les études et le monde professionnel,.
Jeune adulte, elle décide de quitter la Suisse pour voyager seule en auto-stop, sans argent, à travers l’Europe,,.
Elle documente ses différents voyages à travers un blog personnel, L’Aventurière fauchée, ainsi qu’une page Facebook, suivie en 2017 par près de 35 000 abonnés. Ses périples la conduisent en Sibérie, en Mongolie, aux Caraïbes en bateau-stop, etc. Ces expériences, menées avec des moyens financiers limités, suscitent l’intérêt des médias.
En juin 2018 paraît son premier livre, Petite, aux Éditions des Équateurs.
Elle a reçu une Bourse à l'écriture du Canton de Vaud 2021,.
Elle est invitée aux éditions 2018 et 2025 du festival littéraire Le livre sur les quais à Morges.

## Œuvres

### Petite(2018)
Publié en 2018 aux Éditions des Équateurs, puis réédité en format poche chez Pocket en 2019, Petite est un récit autobiographique dans lequel Sarah Gysler revient sur ses années de jeune vingtenaire, notamment sur ses voyages entrepris sans ressources financières. L’ouvrage mêle souvenirs d’enfance, réflexions personnelles, expériences vécues et éléments de sa vie familiale et professionnelle. Il est salué pour la sincérité de son propos et la liberté de ton adoptée.

## Réception critique
Petite reçoit un accueil favorable dans la presse francophone. L’Illustré décrit le livre comme « un récit (…) écrit d’une plume fine, à la fois drôle et émouvante ». France Info le qualifie de « percutant et instructif sur ce qui se cache dans la tête d'une jeunesse en quête de sens », tandis que Le Temps parle d’« un journal ultra-lucide d’une crise d’adolescence transformée en quête résolue de liberté ». Libération salue « un récit de vie autant que de voyage, qui émeut par sa fraîcheur et son énergie ».
Dans Le Figaro Magazine, Frédéric Beigbeder loue l’originalité du ton du livre, parlant d'un « mélange d'humour noir et d'innocence » : « Cette odyssée est une leçon sans morale, et c’est ce qui en fait toute la saveur. Mlle Gysler ne se prend jamais pour un écrivain, et c’est peut-être la meilleure méthode pour le devenir ».

## Distinctions
- 2019 : lauréate du Prix René-Caillié pour Petite[16].
- 2021 : lauréate d'une bourse à l'écriture du Canton de Vaud[17].
- 2024 : lauréate d'une contribution à la création d'œuvre de la Fondation UBS pour la culture[18].

## Publications
- Petite, Éditions des Équateurs, 2018 ; rééd. Pocket, 2019.